# Vladimír Balaš
Vladimír Balaš, né le 20 avril 1959 à Prostějov, est une avocat, universitaire et homme politique tchèque, membre du mouvement politique tchèque Maires et Indépendants (STAN).